# 焦点都市
焦点都市（英語：Focus city）とは、航空会社でいうハブ空港まではいたらないものの、複数の路線の目的地となっている空港のことである。例えば、日本航空（JAL）は新千歳空港、福岡空港、那覇空港を焦点都市とし、全日本空輸（ANA）は上記の3つの空港に加え、中部国際空港を焦点都市としている。このように、ひとつの航空会社が、いくつかの空港を焦点都市としていることもある。準ハブ空港や焦点空港などとよばれることもある。
一般的に「焦点都市」と呼ぶが、これは英語の直訳であり、実際には都市ではなく空港を示すため、わかりやすい言い方をするならばやはり「焦点空港」がより適切ともいえる。